# Instituto de Ciencias Alejandro Lipschutz
El Instituto de Ciencias Alejandro Lipschutz (ICAL) es un centro de estudios chileno ligado al Partido Comunista de Chile fundado en 1983.
Lleva el nombre en honor a Alejandro Lipschutz, científico y médico ruso-chileno que en 1969 se le otorgó Premio Nacional de Ciencias de Chile.

## Historia

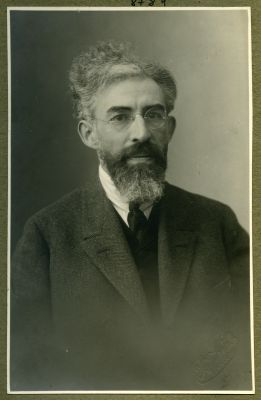
Alexander Lipschutz.

El Instituto fue fundado el 19 de diciembre de 1983 a orden de la dirección clandestina del Partido Comunista, esto en el contexto de la dictadura militar de Augusto Pinochet, con el fin de contribuir a la "defensa y desarrollo de una cultura y pensamiento críticos", los que fueron sometidos a persecución, destrucción y desmantelamiento.
En sus primeras etapas, ICAL elaboró un trabajo crítico, de alternativa y pluralista, integrando docencia, investigación y extensión, llegando a contar con una audiencia y participación de intelectuales, estudiantes y trabajadores, dado el vacío generado en las Universidades de la época.
Con el tiempo, ya en etapa de transición democrática, ICAL mantuvo labor como think tank. En esta etapa, el Instituto instaló una sede oficial en la Avenida Ricardo Cumming la que cuenta con un auditorio, biblioteca y cafetería. El espacio cuenta con una documentación generada en el periodo de la proscripción del Partido Comunista de Chile, durante la dictadura.

## Ideología y relación con el PC
El Instituto sigue una corriente de pensamiento político-filosófico-ideológico marxista y de izquierda, esto a su adherencia al propio Partido Comunista de Chile, pero siempre con un quehacer "autónomo y plural que contribuya a articular a los intelectuales de izquierda y de pensamiento crítico".

## Miembros destacados
Dentro de los miembros destacados se encuentran y encontraron diversos dirigentes políticos, premios nacionales e intelectuales:
| Premios Nacionales: - Alejandro Lipschutz (1883-1980) (Premio Nacional Ciencias 1969) - Fernando García Arancibia (Premio Nacional de Artes Musicales 2002) - Gracia Barrios (1926-2020) (Premio Nacional de Artes Plásticas 2011; Premio Altazor 2001) - José Balmes (1926-2016) (Premio Nacional de Arte 1999) - Miguel Castillo Didier (Orden al Mérito Pablo Neruda 1992) - Miguel Lawner (Premio Nacional de Arquitectura 2019) - Patricio Bunster (1924-2006) (Premio Municipal de Artes Escénicas de Santiago 1995; Orden al Mérito Mistral Gabriela 1997; Premio Altazor 2006; Orden al Mérito Pablo Neruda 2007) - Rolando Rebolledo - Volodia Teitelboim (1916-2008) (Premio Nacional de Literatura 2002; Premio Altazor 2001) | Dirigentes Políticos: - Claudia Pascual - Daniel Núñez - Gladys Marín (1941-2005) - José Luis Cademartori - Marcos Barraza - Marta Godoy Henríquez |